# Barrabool Hills
Barrabool Hills är en kulle i Australien. Den ligger i kommunen Greater Geelong och delstaten Victoria, omkring 72 kilometer sydväst om delstatshuvudstaden Melbourne. Toppen på Barrabool Hills är 170 meter över havet, eller 63 meter över den omgivande terrängen. Bredden vid basen är 3,9 km.
Runt Barrabool Hills är det ganska glesbefolkat, med 48 invånare per kvadratkilometer.. Närmaste större samhälle är Geelong, nära Barrabool Hills. 
Trakten runt Barrabool Hills består till största delen av jordbruksmark. Genomsnittlig årsnederbörd är 744 millimeter. Den regnigaste månaden är juni, med i genomsnitt 113 mm nederbörd, och den torraste är januari, med 31 mm nederbörd.